# Reifenlabel

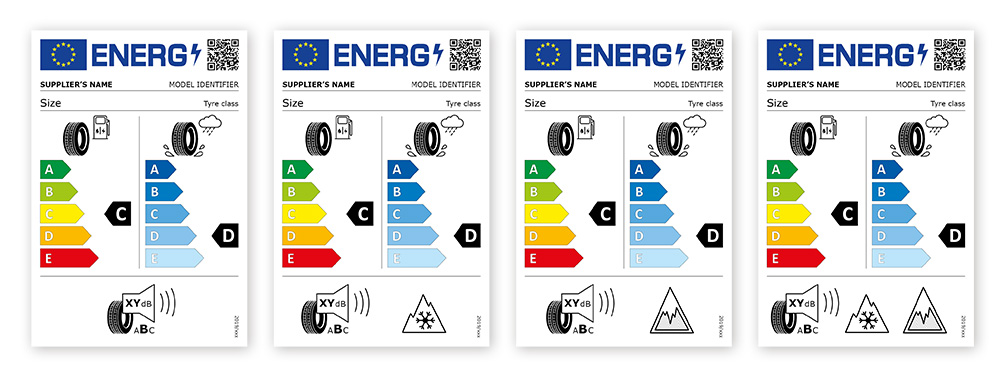
EU-Reifenlabel

Das Reifenlabel (Reifenkennzeichnung) ist eine Kennzeichnung für Kraftfahrzeugreifen. Nach den Festlegungen der EU-Verordnung über die Kennzeichnung von Reifen müssen Hersteller von Reifen für PKWs sowie leichten und schweren Nutzfahrzeugen seit dem 1. Mai 2021 für jedes Produkt die Kraftstoffeffizienzklasse und den Rollwiderstandskoeffizient, die Nasshaftungsklasse, die Klasse des externen Rollgeräuschs samt entsprechendem Messwert, die Schneegriffigkeit sowie die Eisgriffigkeit angeben.
Dazu ist eine 75 × 110 mm große Kennzeichnung gemäß Anhang II der EU-Verordnung über die Kennzeichnung von Reifen entweder als Aufkleber auf jeden einzelnen Reifen anzubringen oder jedem Posten identischer Reifen eine gedruckte Reifenkennzeichnung beizugeben (Artikel 4 Absatz 1 EU-Verordnung Nr. 2020/740).
Diese Informationen müssen ebenfalls im technischen Werbematerial aufgeführt werden. Das Reifenlabel wird eine Klassifizierung beginnend mit der besten (Kategorie „A“) bis zur schlechtesten Leistung (Kategorie „E“) verwenden (Artikel 4 Absatz 3 EU-Verordnung Nr. 2020/740).
Diese Initiative resultiert aus einem Vorschlag der EU-Kommission von 2008. Sie ist Teil des Aktionsplans für Energieeffizienz, der den Wirkungsgrad von Produkten, Gebäuden und Dienstleistungen verbessern soll, um den Energieverbrauch bis 2020 um 20 % zu reduzieren. Die EU hat bereits ein System für die Kennzeichnung von Elektro-Haushaltsgeräten wie Kühlschränke, Waschmaschinen oder Fernseher geschaffen, um die Europäer besser über die Höhe ihres Energieverbrauchs zu informieren (Quelle: Europäische Kommission).
Farbige Skalen klassifizieren den Rollwiderstand und das Nassbremsen. Note A ist hier die Bestnote.

## Rollwiderstand
Der Rollwiderstand ist der entscheidende Parameter in der Messung der Energieeffizienz eines Reifens und hat damit einen direkten Einfluss auf den Kraftstoffverbrauch des Fahrzeugs. Dieser hängt grundsätzlich vom Fahrzeug bzw. Fahrzeugtyp und den Fahrbedingungen ab. Der Rollwiderstand als Kraft ergibt sich durch Multiplikation des Rollwiderstandsbeiwertes CR mit der schweren Masse des Fahrzeuges. Für die drei Reifenklassen C1 (PKW) C2 (leichte Nutzfahrzeuge) und C3 (schwere Nutzfahrzeuge) sind den Kategorien A bis G Rollwiderstandsbeiwerte in kg/Tonne zugeordnet. Ein Reifen der Klasse C1 mit der grünen Kategorie „A“ verbraucht auf 100 km 0,1 l weniger Kraftstoff als ein „B“-klassifizierter Reifen.
Es wird zwischen den Effizienzklassen A bis G unterschieden, wobei Klasse D nicht vergeben wird. Ausgehend von einem Durchschnittsverbrauch von 6,6 l/100 km erhöht sich der Verbrauch wie folgt:
| Effizienzklasse                               | A    | B                 | C                 | D          | E                 | F                 | G                      |
| --------------------------------------------- | ---- | ----------------- | ----------------- | ---------- | ----------------- | ----------------- | ---------------------- |
| Mehrverbrauch gegenüber nächstbesserer Klasse | kein | bis 0,10 l/100 km | bis 0,12 l/100 km | (entfällt) | bis 0,14 l/100 km | bis 0,15 l/100 km | mehr als 0,15 l/100 km |
| Mehrverbrauch gegenüber Klasse A              | kein | bis 0,10 l/100 km | bis 0,22 l/100 km | (entfällt) | bis 0,36 l/100 km | bis 0,51 l/100 km | mehr als 0,66 l/100 km |

Die Europäische Kommission geht davon aus, dass beim Wechsel von Reifen der Rollwiderstandsklasse G zu solchen mit Rollwiderstandsklasse A etwa 5,51 – 6,85 % Kraftstoff gespart werden können. Dies ist auf die Lebensdauer von Reifen bezogen ein nicht unerhebliches Einsparpotential. Beispielsweise bei 30.000 km Laufleistung der Reifen, einem Ausgangsverbrauch von 6 Litern Diesel pro 100 km und einem Dieselpreis von 1,30 €/l ergibt sich eine Einsparung von 129–161 €.

## Nasshaftung
Hierbei wird die Bremsleistung auf Nässe (Verzögerung bzw. maximale Bremskraftkoeffizient) im Vergleich zu einem Standard-Referenz-Testreifen zu Grunde gelegt (Anhang 5, Artikel 4 EU-Verordnung Nr. 1222/2009).
Bei einer durchschnittlich griffigen Fahrbahn verlängert sich der Bremsweg bei einer Bremsung aus 80 km/h wie folgt:
| Bremsklasse                     | A     | B     | C     | D          | E      | F      | G          |
| ------------------------------- | ----- | ----- | ----- | ---------- | ------ | ------ | ---------- |
| Bremsweg                        | + 0 m | + 3 m | + 4 m | (entfällt) | + 5 m  | + 6 m  | (entfällt) |
| kumulative Bremswegverlängerung | + 0 m | + 3 m | + 7 m | (entfällt) | + 12 m | + 18 m | (entfällt) |

## Geräuschemission
Das Vorbeifahrgeräusch wird als absoluter Wert in Dezibel und als Drei-Klassen-System als Schallwellen-Symbol angegeben. Die Bezugsgröße stellt dabei der EU-Grenzwert für das maximale Vorbeifahrgeräusch dar. Die schwarzen Streifen des Symbols weisen auf die Einhaltung bzw. Unterschreitung der Grenzwerte hin:
| Streifen | Erläuterung                                                                    |
| -------- | ------------------------------------------------------------------------------ |
| Drei     | Einhaltung des bis 2016 gültigen EU-Grenzwertes                                |
| Zwei     | Einhaltung oder Unterschreitung (bis 3 dB) des ab 2016 gültigen EU-Grenzwertes |
| Ein      | Unterschreitung des ab 2016 gültigen EU-Grenzwertes um mehr als 3 dB           |

Ein Dauerschallpegel über 80 Dezibel kann zu gesundheitlichen Beeinträchtigungen führen.

## Reifen mit Kennzeichnungspflicht
Das Reifenlabel gilt generell für:
- Pkw-Reifen
- Transporterreifen
- Lkw-Reifen

Das Reifenlabel gilt nicht für:
- Runderneuerte Reifen
- Reifen ohne Straßenzulassung, z. B. Rennreifen
- T-Notradreifen
- Oldtimerreifen
- Motorradreifen
- Reifen für Erdbewegungsmaschinen
- Farmreifen
- Spikereifen

## Informationspflichten
Reifenhersteller
- Bereitstellung des EU-Reifenlabels als Aufkleber oder in separater Form.
- Bereitstellung der Reifenlabel-Werte im Rahmen der Produktkommunikation.

Reifenhändler
- Informationen auf oder zusammen mit der Rechnung.
- Reifenlabel muss deutlich sichtbar im Verkaufsraum ausgestellt werden oder dem Endverbraucher aktiv vorgezeigt werden.

Fahrzeughersteller
- Im Falle der Wahlmöglichkeit des Reifen beim Neukauf eines Fahrzeuges müssen die Bewertungen zugänglich gemacht werden.

EU-Kommission
- Detaillierte Information über Inhalt und Form des Labels
- EU-Mitgliedstaaten müssen eine Marktüberwachung organisieren und bei Nichteinhaltung Strafen verhängen.

## Kritik
Das neu geschaffene Label informiert den Kunden über drei Kriterien: Rollwiderstand, Nasshaftung und Geräuschemission. Jedoch gibt es viele weitere Leistungsfaktoren. Unter anderem wird die Trockenhaftung nicht berücksichtigt, obwohl das Fahren auf trockener Fahrbahn das mit Abstand häufigste Nutzungsszenario darstellt.
Weitere nicht berücksichtigte Faktoren sind:
- Aquaplaning-Eigenschaften
- Fahrstabilität
- Präzision der Lenkung
- Abrieb (Feinstaub) bzw. Verschleiß
- Lebensdauer
- Bremseigenschaften
- Verhalten bei winterlichen Bedingungen
- Rollgeräusch im Innenraum des Fahrzeugs
- Schadstoffe wie PAK

## Weitere Reifenlabel
Schweiz
In der Schweiz ist die Ausgestaltung der Reifenetikette im Anhang 4.2 der Energieeffizienzverordnung geregelt. Sie lehnt sich an die EU-Verordnung 1222/2009 an und ist seit dem 1. August 2014 obligatorisch. Darüber hinaus wurden Vorschriften zu den Angaben der Treibstoffeffizienzklasse und weiterer Eigenschaften von Reifen vorgenommen.
Japan
In Japan gibt es eine dem EU-Reifenlabel ähnelnde Benotung. Hier werden 2 Kriterien, Rollwiderstand und Nasshaftung, bewertet.
Die Skala des Rollwiderstandes ist in 5 Klassen eingeteilt (AAA, AA, A, B, C) die der Nasshaftung in 4 Klassen (a, b, c, d).
Südkorea
Das Reifenlabel in Südkorea bewertet ebenfalls 2 Kriterien, Rollwiderstand und Nasshaftung. Beide werden auf einer Skala von 1 bis 5 eingestuft (1 ist die beste Note).